# Biserica Sfântul Nicolae din Giurgiu
Biserica Sfântul Nicolae este una dintre cele mai vechi biserici ortodoxe din municipiul Giurgiu. Ea este localizată pe strada Mircea cel Bătrân, în apropierea portului și a Cetății Giurgiu și face parte dintr-un așezământ monahal, Schitul Sfântului Nicolae. La origine, biserica a fost o moschee otomană, creștinată în secolul al XIX-lea.

## Istorie și arhitectură
Municipiul Giurgiu și împrejurimile sale s-au aflat vreme îndelungată sub stăpânire otomană în cadrul Raialei Giurgiu. Turcii ce controlau cetatea  au construit o moschee sau geamie, lăcaș de cult musulman, pentru propriile nevoi religioase. Nu se cunoaște cu certitudine data construcției acestei moschei. După Războiul Ruso-Turc dintre anii 1828-1829, Raiaua Giurgiu a fost desființată, iar cetatea a reintrat sub stăpânirea Țării Românești. Cei care au eliberat cetatea Giurgiu au fost soldații armatei ruse. Ei au hotărât să facă un semn simbolic de eliberare a orașului prin transformarea vechii moschei sau geamii turcești în biserică ortodoxă. În anul 1830, moscheea a fost creștinată și a primit hramul Sfântului Nicolae, de la numele țarului Nicolae I al Rusiei. Acest fapt este atestat de cele două pisanii scrise în limba rusă în dreapta și în stânga altarului.
Inițial, planul clădirii era de formă pătrată. La scurt timp după convertire, i s-au adăugat un pridvor și o absidă pentru altar, dându-i clădirii o formă de cruce, după tradiția creștină ortodoxă. În anul 1877, în timpul Războiului Ruso-Turc, cetatea Giurgiu a fost bombardată de către turci, iar biserica a fost grav avariată. La stăruința preotului paroh din acea vreme, în anul 1905 s-a reînceput restaurarea bisericii, fiind resfințită în anul 1907. A fost din nou grav avariată în anul 1944 când armata germană a bombardat orașul. O nouă restaurare a avut loc în anul 1945, fiind introduse noi elemente arhitecturale după modelul Bisericii Sfântul Nicolae Domnesc de la Curtea de Argeș. Atunci a fost construită actuala turlă a lăcașului. Episcopul Giurgiului Ambrozie Meleacă, înscăunat în anul 2006, a luat hotărârea să schimbe statutul bisericii din biserică parohială în schit de călugări, întemeind Schitul Sfântului Nicolae.